# 葡萄架乡
葡萄架乡，是中华人民共和国河南省開封市兰考县下辖的一个乡镇级行政单位。

## 行政区划
葡萄架乡下辖以下地区：
葡萄架村、南加坡村、赵垛楼村、回回营村、转香庙村、何庄村、贺村、黄寨村、王大瓢村、韩湘坡村、翟庄村、后杨庄村、杜寨村、平房村、土山寨村、王庄村、马店村、李寨村、陈步口村和董庄村。